# 訥瓦鄉

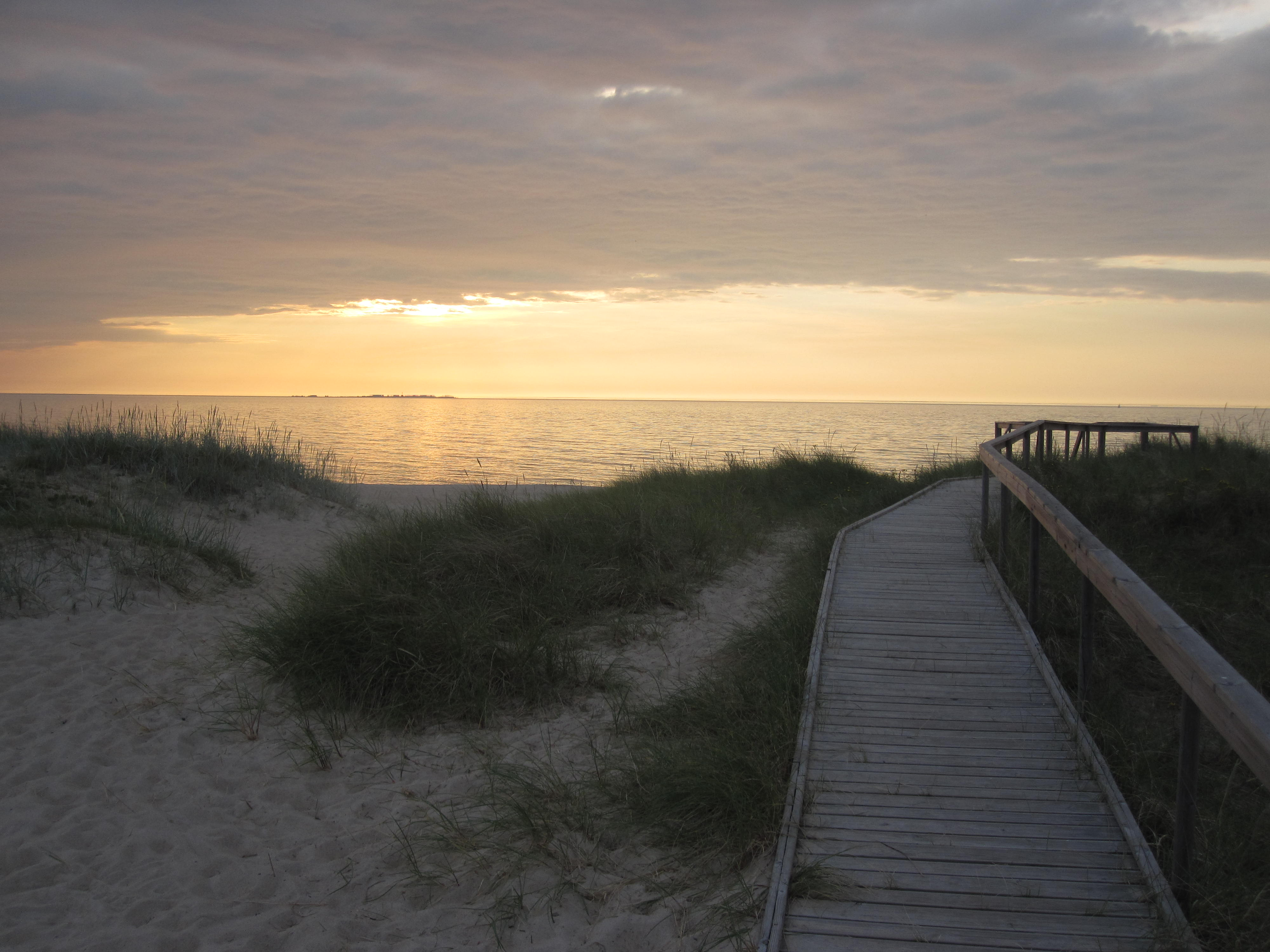
海滩

訥瓦鄉，曾是愛沙尼亞萊內縣的一個鄉村型市镇，位於該國西部，行政中心設於訥瓦，面積130平方公里，2008年人口465，人口密度每平方公里4人。
2017年爱沙尼亚行政改革后，訥瓦市镇与其他市镇一起合并为新的莱内-尼古拉市镇。
59°12′59″N 23°40′20″E / 59.21639°N 23.67222°E